# محمود فرشیدی
محمود فرشیدی (۷ خرداد ۱۳۳۰ – ۲۲ اسفند ۱۴۰۳) سیاستمدار و وزیر آموزش و پرورش در دولت رئیس جمهور، محمود احمدی‌نژاد بود که در آذر ۱۳۸۶ کنار گذاشته شد و علیرضا علی‌احمدی (رئیس دانشگاه پیام نور و باجناق احمدی‌نژاد) جایگزین وی گشت.
طرح سئوالات توهین‌آمیز نسبت به پیامبر اسلام در یکی از آزمون‌ها و سرکوب و برخورد با اعتراضات صنفی معلمان انتقادات فراوانی علیه وی برانگیخت.